# Hubble (escalade)
Pour les articles homonymes, voir Hubble.
Hubble est une voie d'escalade sportive située sur la falaise calcaire de Raven Tor dans le Peak District en Angleterre. Elle a été réalisée pour la première fois en 1990 (l'année du lancement du télescope spatial Hubble), par l'anglais Ben Moon, c'est la première voie d'escalade sportive cotée 8c+ (en cotation française). Il s'agit d'une voie courte, d'une dizaine de mètres, qui pourrait être cotée 8B en cotation bloc. Depuis son ouverture elle n'a été répétée que 6 fois, dont une seule par un grimpeur non-britannique.

## Du 8c au 9a
En 1987, l'allemand Wolfgang Güllich réussit Wallstreet dans le Frankenjura, qu'il cote XI- en cotation UIAA, le premier 8c en cotation française. Ben Moon réussit en 1989 Azincourt (deuxième 8c du monde) à Buoux, et Le Plafond (8c également) à Volx qu'il renomme Maginot Line. En 1990 Jerry Moffatt réussit Liquid Amber à Lower Pen Trwyn au Pays de Galles, (répétée par Ben Moon en 1991, Richard Simpson en 2004 (ascension controversée), et Pete Robbins en 2009. Il la cote 8c à l'époque mais juge qu'aujourd'hui elle serait 8c+.

## Premier 8c+ ou premier 9a?
L'américain Dave Graham a essayé la voie en 2008 , pense qu'elle pourrait être cotée 9a.
Selon le prodige tchèque Adam Ondra, qui l'a tentée sans succès en 2010 et 2011, Hubble pourrait facilement être cotée 9a, et n'est pas plus facile que Action directe, ouverte un an plus tard par Wolfgang Güllich,  considérée comme la première voie du neuvième degré (et répétée par Ondra en 2008) . Alex Megos réalise la voie en juin 2016, et devient la première personne à avoir réussi Hubble et Action directe. Selon lui, il n'est pas possible de comparer les deux voies : « Action Directe fait 16 mouvements, Hubble seulement 4 (en ne comptant que les difficiles). Chacun des quatre mouvements de Hubble est plus difficile que n'importe lequel d’Action Directe. Hubble ressemble plus à une voie de bloc, alors qu'Action Directe est une voie de falaise. Celle qui est la plus difficile dépend de la personne et des conditions. J'ai grimpé trois voies originellement cotées 8c+ à Raven Tor : Hubble, Kabaah et Evolution, et celle où j'ai eu le plus de difficultés est Kabaah, bien que je le considère encore en 8c+. Hubble est en 9a pour certaines personnes, et pour d'autres non. Pour certains, elle est impossible alors qu'ils grimpent du 9a. »

## Répétitions
- Malcolm Smith (1992)
- John Gaskins (1994)
- Steve Dunning
- Richard Simpson 25 avril 2005
- Steve McClure 30 juillet 2009
- Alex Megos, juin 2016[8]

## Vidéo
- (en) [vidéo] Steve McClure dans Hubble sur Vimeo